# Magnus Huss

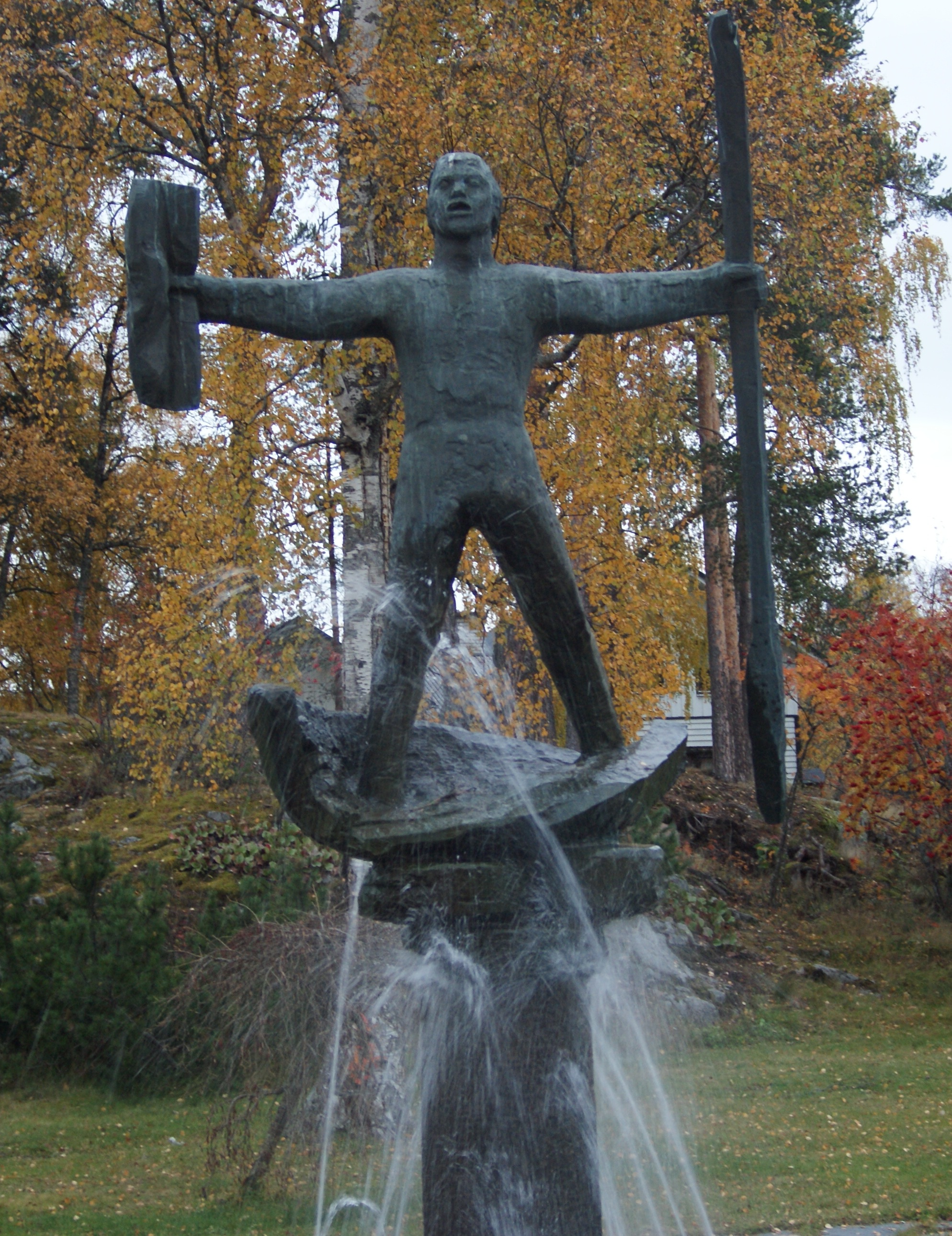
Hammarstrands staty av Magnus Huss

Magnus "Måns" Huss, kallad "Vild-Hussen", född 18 april 1755 i Storboda i Torps församling i Västernorrlands län, död sannolikt 23 juni 1797 genom drunkning i Indalsälven uppströms Liden, var en köpman i Sundsvall som 1793 för 100 riksdaler åtog sig att bygga en flottningskanal förbi forsen Gedungsen, även kallad Storforsen, där timret riskerade att slås sönder på sin väg till Sundsvall.

## Biografi
Magnus Huss var son till häradshövdingen Måns Michelsson och Anna Lisa Wisslander. Modern härstammade från norrlandssläkten Huss, vars namn han antog. Han började tidigt ägna sig åt affärer samtidigt som han arbetade som handelsbetjänt i Sundsvall, och hjälpte handelsmännen i staden med virkesuppköp och ingick kontrakt om byggande av handelsfartyg. År 1786 ansökte han om burskap som handlare i Sundsvall, men nekades av Sundsvalls handelssocietet och erhöll burskap först sedan han överklagat till Kommerskollegium. Även efter det verkar han ha haft konflikter med de övriga handlarna i staden, och 1793 miste han sitt burskap på grund av obetalda skatter.

## Flottningskanalen
Efter flera föregående misslyckade försök att åstadkomma en flottningskanal förbi Gedungsen beslöt byamännen i Ragunda och Stugun att återuppta arbetet 1793. Denna nya förening, senare kallad Storforsbolaget, anlitade Magnus Huss att utföra arbetet med att skapa en flottningskanal förbi forsen. Detta skulle ske genom en sandås, som visade sig ligga på för dålig grund för att motstå vattentrycket. Den 6 juni 1796 slutade det hela med en av Sveriges största naturkatastrofer. Vattnet som börjat rinna i den inte färdiga kanalen eroderade sanden i en okontrollerbar hastighet. Sandåsen gav vika och hela sjön Ravunden ovanför forsen tömdes på allt sitt vatten på endast fyra timmar. Storforsen torrlades och tystnade och Döda fallet tillkom. Hammarstrand är till stora delar anlagt på mark som torrlades. 
Inga människor omkom vid sjötömningen, men två veckor efteråt drunknade elva bönder från Näset och Kånkback i Ragunda socken. Under en hemfärd från vägarbete norr om älven gjorde ett våldsamt ras att deras båt kantrade. Många bönder söder om Döda fallet fick sitt laxfiske förstört och förlorade såväl odlingsmark som båtar och kvarnar. 

## Eftermäle

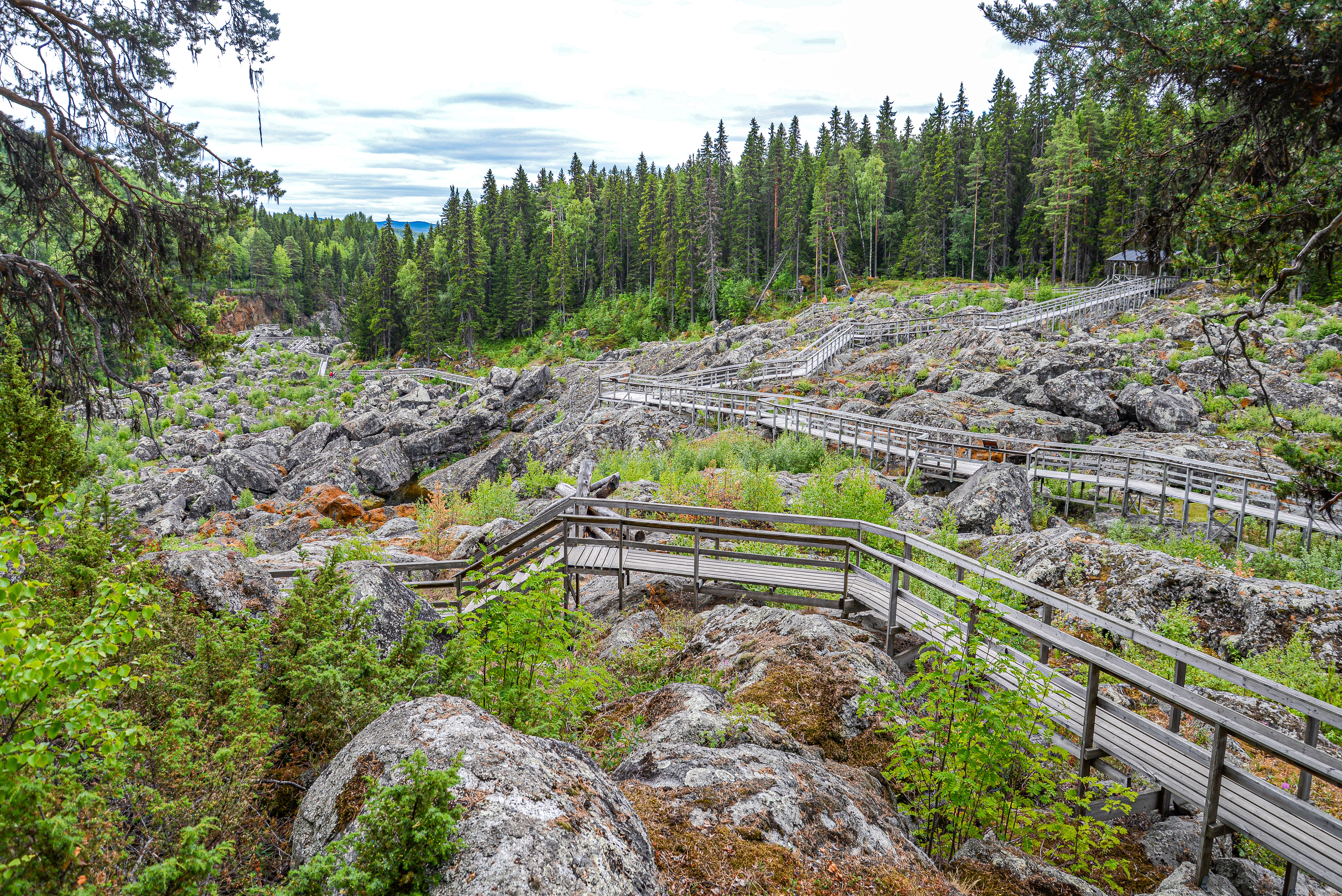
Döda fallet i Ragunda är ett verk av Magnus Huss och en av Jämtlands sevärdheter. 5 juli 2018.

"Vild-Hussen" dog i en drunkningsolycka. Den muntliga folktraditionen gör gällande att det var förbittrade bönder som hade skickat ut Vildhussen i Svarthålsforsen utanför Bispgården utan åror, varvid han drunknade. Han ska ha varit på väg till Klingerfjärden för att undersöka farbarheten längs älven. Traditionen har bestridits av andra. Det som är historiskt belagt är att Huss döda kropp påträffades vid Lidens färjeställe och han begravdes vid Lidens gamla kyrka den 10 september 1797. Huss var farbror till professor  Magnus Huss, känd som "Tam-Hussen". Efter sin död var Magnus Huss mer eller mindre bortglömd och hans namn förekommer knappt vid de rättegångar som följde på själva katastrofen. Efter hand har dock hans rykte växt och 1902 kom den första litterära skildringen, Per Hallströms roman "Döda fallet". Denna har åtföljts av ytterligare böcker och skådespel.
År 1951 reste Släktföreningen Huss en minnessten till åminne av Magnus Huss med följande lydelse: Sekelgamla hugskott bragte han till verkställighet. Lade älven till ro. Framsynt djärvhet blev till båtnad för fiske, skogsvård och industri.